# 松平武元
松平 武元（まつだいら たけもと/たけちか）は、江戸時代中期の大名。上野国館林藩主、陸奥国棚倉藩主。官位は従四位下・侍従、右近衛将監。越智松平家3代。親藩（御家門）ながら江戸幕府の寺社奉行、老中を務めた。

## 略歴
享保元年12月28日（1717年2月9日）、常陸国府中藩の第3代藩主・松平頼明の三男として誕生した。母は留與（久野氏）または婉（林氏）。幼名は源之進。
享保13年（1728年）、上野国館林藩2代藩主・松平武雅の養嗣子となり家督を相続、幕府には正徳3年（1713年）に生まれた次男と偽って届け出た。
家督相続後に陸奥棚倉に移封された。稲葉迂齋（稲葉正義、稲葉正誼とも）に師事する。延享3年（1746年）に西丸老中に就任し、上野館林に再封される。延享4年（1747年）に老中、明和元年（1764年）に老中首座に就いた。のちに将軍家世嗣徳川家基を憚って諱の読みを「たけもと」から「たけちか」に改める。
徳川吉宗、家重、家治と3代の将軍に仕え、家治からは「西丸下の爺」と呼ばれ信頼された。老中在任時後半期は田沼意次と協力関係にあった。老中首座は安永8年（1779年）死去までの15年間務めた。武元死後は、四男武寛が家督を継いだ。法名は大超院勇山。墓所は東京都荒川区東日暮里の関妙山善性寺。

## 人物
武元は吉宗から信任されており、吉宗が病弱で能力的にも疑問がある家重を輔弼する役目を武元に託したという。『徳川実紀』では武元も吉宗のその命令によく答え、「（家重の）御病重りし時も、明くれ西城に伺候して、御薬の事なと専に沙汰しける（家重の病気が重くなった時でも、早くから江戸城西の丸に赴き、家重の薬や治療について命令をした）」とある。
家治からの信任が厚く、家治が徳川宗家を継承する際に行われた儀式では先導役を任された。また家治から「まだ若年で国政に慣れていないので、今後気が付いたことは何でも教えてほしい。また過ちがあれば、すぐに戒めてほしい」と頼まれるほどだった。
家治の下で権勢を振るった田沼意次も、武元には一目を置かざるを得なかった。意次が思いのままの政治を展開するようになるのは武元の死後であった。

## 官歴
- 享保13年（1728年）9月22日：家督・転封棚倉藩、9月28日：御目見（将軍・吉宗）
- 享保14年（1729年）12月16日：従五位下右近衛将監
- 元文4年（1739年）9月1日：奏者番
- 延享元年（1744年）5月15日：兼寺社奉行
- 延享2年（1745年）5月28日：主計頭
- 延享3年（1746年）5月15日：西丸老中（西丸：家治）・右近衛将監、9月1日：従四位下、9月25日：転封館林藩
- 延享4年（1747年）7月21日：兼侍従、9月3日：老中
- 明和6年（1769年）12月1日：加増7,000石
- 安永8年（1779年）7月25日：卒去

## 系譜
- 正室：松平忠雅の娘
  - 長男：熊之助
- 側室：佐分利氏
  - 次男：孝次郎
- 側室：中山氏
  - 長女：松平忠泰正室
  - 次女
- 側室：藤田氏
  - 三女：房姫 - 松平光和正室、のち松平乗完継室
  - 四女：安藤信成正室
- 側室：石井氏
  - 三男
  - 四男：松平武寛（1754年 - 1784年）
  - 六女：森忠興正室
  - 八女：侶姫 - 溝口直信正室
- 側室：種村氏
  - 五男：戸田氏教（1756年 - 1806年） - 戸田氏英養子
  - 七女：泰 - 久世広誉正室
- 側室：正木氏
  - 五女：松平忠済正室

## 関連作品
映画
- 『集団奉行所破り』（1964年、演：原田甲子郎）

テレビドラマ
- 『大奥』（1968年、フジテレビ、演：外山高士）
- 『徳川おんな絵巻』（1970年、フジテレビ、演：あおい輝彦）
- 『天下御免』（1971年、NHK、演：金田龍之介）
- 『闇の傀儡師』（1982年、フジテレビ、演：垂水悟郎）
- 『若さま侍捕物帳』（1991年、テレビ朝日、演：青木義朗）
- 『八代将軍吉宗』（1995年、NHK大河ドラマ、演：香川照之）
- 『風光る剣 -八嶽党秘聞-』（1997年、NHK正月時代劇、演：丹波哲郎）
- 『大奥』（2024年、フジテレビ、演：橋本じゅん）
- 『べらぼう〜蔦重栄華乃夢噺〜』（2025年、NHK大河ドラマ、演：石坂浩二）